# Gezira (estado)
Gezira (em árabe: ولاية الجزيرة‎; romaniz.: Al Ǧazīra), Al Jazira ou Al Jazirah é um estado do Sudão. Tem uma área de 23.373 km² e uma população de aproximadamente 4.130.000 de habitantes (estimativa de 2007). A cidade de Wad Madani é a capital do estado.

## História
O território, que hoje é o estado sudanês de Gezira, situava-se no extremo sul da Núbia; pouco se sabe da sua história antiga porque as expedições arqueológicas são escassas nesta zona. Fez parte durante vários séculos do reino da Alódia (um dos três reinos da Núbia Cristã), e depois da queda do reino, no início do século XVI tornou-se no centro do Sultanato de Senar.

## Economia
Este estado é actualmente um dos maiores produtores agrícolas do Sudão. O Projecto Gezira, que tinha com objectivo a criação de plantações de algodão, dinamizou toda a zona a partir de 1925. A Gezira tornou-se rapidamente no maior produtor agrícola do Sudão com mais de 25 mil hectares cultivados. Inicialmente o projecto era semi-privado, mas foi nacionalizado em 1950. O cultivo de algodão aumentou muito até aos anos 70; a partir dos anos 90 o trigo começou a ocupar alguma da área inicialmente pertencente à cultura do algodão.

## Distritos
O estado de Gezira tem sete distritos:
|  | 1. Al Kamlin 2. Al Jazira Norte 3. Al Hasaheisa 4. Al Mahagil 5. Al Jazira Sul 6. Al Jazira Este 7. Um Al Gura |